# Aschau im Chiemgau
Pour les articles homonymes, voir Aschau.
Aschau im Chiemgau est une commune de Bavière (Allemagne), située dans l'arrondissement de Rosenheim, dans le district de Haute-Bavière.

## Quartiers

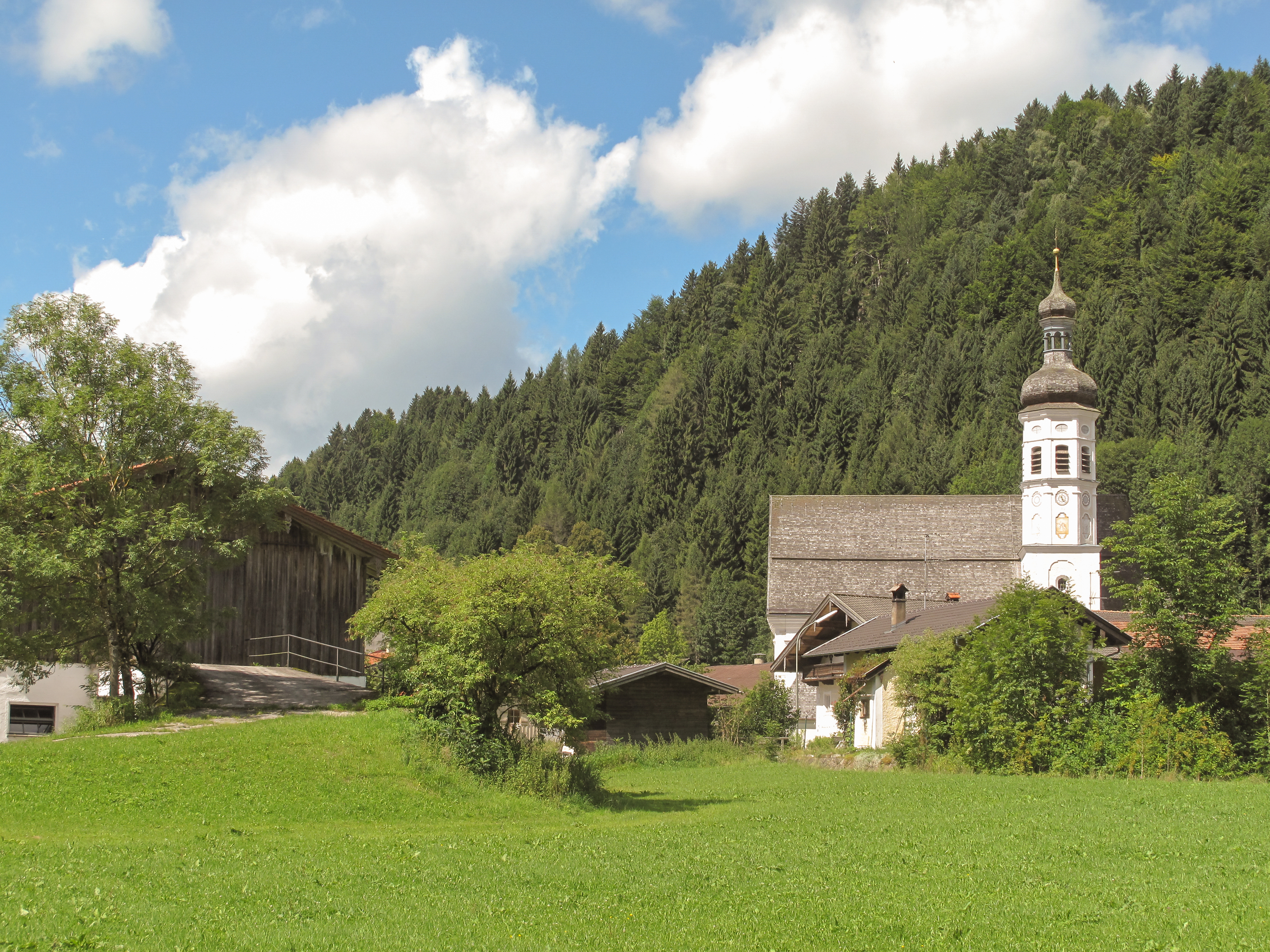
L'église Saint-Michel à Sachrang

## Démographie
Personnes ayant leur résidence habituelle sur le territoire de la commune, le 31 décembre :
| Année | Population |
| ----- | ---------- |
| 2011  | 5 475      |
| 2012  | 5 497      |
| 2013  | 5 541      |
| 2014  | 5 577      |
| 2015  | 5 647      |
| 2016  | 5 685      |